# Pays Seine-et-Tilles en Bourgogne
Le Pays Seine-et-Tilles en Bourgogne est un Pays au sens de la loi LOADDT du 4 février 1995 et du 25 juin 1999.
En 2015, il devient Pôle d'équilibre territorial et rural (PETR), à la suite de la loi no 2014-58 du 27 janvier 2014 de modernisation de l’action publique territoriale et d’affirmation des métropoles, dite « loi MAPTAM ». La structure porteuse est le Syndicat Mixte du Pays Seine-et-Tilles en Bourgogne.
Le 21 décembre 2015, il décide d'engager l'élaboration d'un Schéma de cohérence territoriale (SCOT).
Situé dans l'arrondissement de Dijon au nord de l'agglomération, à cheval sur la ligne d'effondrement de la Saône, ses caractéristiques sont :
- 66 communes du département de la Côte d’Or
- Superficie : 1 130,5 km²
- Population Légale Totale entrée en vigueur au 1er janvier 2016 : 25 605 habitants.
- Densité (hab/km²) : 22,6

Il est présidé par Catherine LOUIS, et a pour président du Conseil de Développement Michel DROUIN.

## Composition
Le Pays Seine-et-Tilles en Bourgogne se compose de quatre Communautés de communes :
| Communautés de communes                                      | Nbre de communes    | Population totale légale en vigueur au 01/01/2016 |                     |
| ------------------------------------------------------------ | ------------------- | ------------------------------------------------- | ------------------- |
| Communauté de communes des Sources de la Tille               | 10                  | 1 121                                             |                     |
| Communauté de communes des Vallées de la Tille et de l'Ignon | 23                  | 13 633                                            |                     |
| Communauté de communes Forêts, Seine et Suzon                | 25                  | 6 858                                             |                     |
| Communauté de communes du Canton de Selongey                 | 8                   | 3 993                                             |                     |
| Pays Seine-et-Tilles en Bourgogne                            | Total : 25 605 Hab. | Total : 25 605 Hab.                               | Total : 25 605 Hab. |

## Descriptif
La polyculture et l'élevage caractérisent son agriculture.
Situé au cœur du Seuil de Bourgogne, les forêts et les vallées dominent le paysage du Pays Seine-et-Tilles.
Son tissu économique est marqué par des établissements de hautes technologies (CEA Valduc), de logistique (Transports Cordier, N7 Froid) et de renommée mondiale tel que la Sté SEB (Siège Social à Selongey), numéro 1 mondial du petit électroménager.

## Historique des contractualisations et programmations
- 2016/2019 : Mise en place d'une Plateforme Territoriale de Rénovation Énergétique de l'Habitat Privé et d'une OPAH ( Opération programmée d'amélioration de l'habitat ),
- 2016/2021 : Lauréat, en 2015, de l'appel à projet LEADER pour la période 2016/2021 sous la thématique " Transition énergétique " ,
- 2015/2017 : Mise en œuvre d'un contrat "Territoire à Energie Positive pour la Croissance Verte" signé avec le Ministère de l'Environnement, de l'Énergie et de la Mer ,
- 2012/2013 : Réalisation d'un Plan climat-énergie territorial à la suite d'un appel à projet ADEME / Conseil régional de Bourgogne ,
- 2011/2014 : Mise en œuvre d'une Charte forestière de Territoire signée le 6 décembre 2010,
- 2008/2014 : 2e Contrat de Pays signé avec l'État, le Conseil régional de Bourgogne et le Conseil général de la Côte-d'Or le 11 juillet 2008,
- 2005/2007 : Mise en œuvre d'un Programme d'initiative communautaire Equal,
- 2004/2007 : 1er Contrat de Pays signé avec l'État, le Conseil régional de Bourgogne et le Conseil général de la Côte-d'Or le 21 décembre 2004.